# Danuta Michalska
Danuta Michalska – polska geolog, doktor habilitowany nauk ścisłych i przyrodniczych.

## Życiorys
Studiowała geologię na Uniwersytecie im. Adama Mickiewicza w Poznaniu, w 2007 r. obroniła pracę doktorską, w 2020 r. habilitowała się na podstawie pracy zatytułowanej Możliwości i ograniczenia zastosowania metody radiowęglowej w datowaniu różnych typów zapraw. Ocena wpływu preparatyki na wyniki pomiarów radiowęglowych.
Pracuje na Uniwersytecie im. Adama Mickiewicza w Poznaniu, oraz należy do Rady Dyscypliny Naukowej – Nauk o Ziemi i Środowisku UAM.